# Mayrkette
Die Mayrkette (norwegisch Jutulsessen, übersetzt: „Großer Sitz“) ist ein Gebirge in Neuschwabenland, dessen eisfreie Gipfel und Nunataks sich über eine Fläche von 30 Kilometern in Nord-Süd-Richtung und etwa 17 Kilometern in Ost-West-Richtung erstrecken. Die Entfernung zur Schelfeiskante beträgt etwa 200 Kilometer. Benannt wurde das Gebirge nach dem deutschen Piloten Rudolf Mayr (1910–1991), der als Teilnehmer der Deutschen Antarktischen Expedition 1938/39 das Gebirge im Januar 1939 aus der Luft entdeckte. Die Mayrkette ist das größte Teilgebirge der Gjelsvikfjella. An ihrem westlichen Rand liegt die norwegische Forschungsstation Troll, von der aus seit 1990 biologische, geologische, glaziologische und meteorologische Untersuchungen betrieben werden.

## Geographie
Die Mayrkette hat im Kartenbild etwa die Form des Buchstaben W mit zwei nach Norden offenen Karen und einem weit nach Norden reichenden östlichen Rücken mit dem Namen Armlenet. Der höchste Gipfel der Mayrkette ist eine unbenannte Erhebung von 2370 m, die im Südosten des Gebirges als Nunatak aus dem Inlandeis ragt. Der höchste benannte Gipfel ist der 2020 m hohe Jutulhogget. Im Norden löst sich der Gebirgszug in eine Reihe einzelner Nunataks mit Höhen zwischen 1300 und 1400 m auf, im Süden ragen ebenfalls einzelne Nunataks, die durch Inlandeis voneinander getrennt werden, aus dem vergletscherten Polarplateau heraus. Von ihren Nachbargebirgen wird die Mayrkette durch spaltenreiche Gletscher begrenzt. Der Sveabreen im Westen trennt die Mayrkette von der Sverdrupfjella. Im Osten bildet der Slithallet die Grenze zum Risemedet, im Süden trennt der Bakhallet die Mayrkette vom Nupskammen und dem Terningskarvet, die alle zur Gjelsvikfjella gehören.

## Geologie
Das Gebirge besteht aus hochgradig metamorphen, mehrfach gefalteten Gneisen und Amphiboliten, deren Ausgangsgesteine Vulkanite sowie Graniten eines Inselbogens mit mesoproterozoischem Alter sind. An der Wende vom Mesoproterozoikum zum Neoproterozoikum wurden diese Gesteine bei der Kollision des Inselbogens mit dem Kaapvaal-Kraton erstmals deformiert und metamorph überprägt, wobei die Temperatur den Schmelzpunkt für Granite überschritt und es lokal zur Bildung von Migmatiten kam. Aus der tieferen Erdkruste und dem oberen Mantel drangen Schmelzen mit granitischer und tonalitischer Zusammensetzung ein, die in Form dünner Gänge erstarrten.

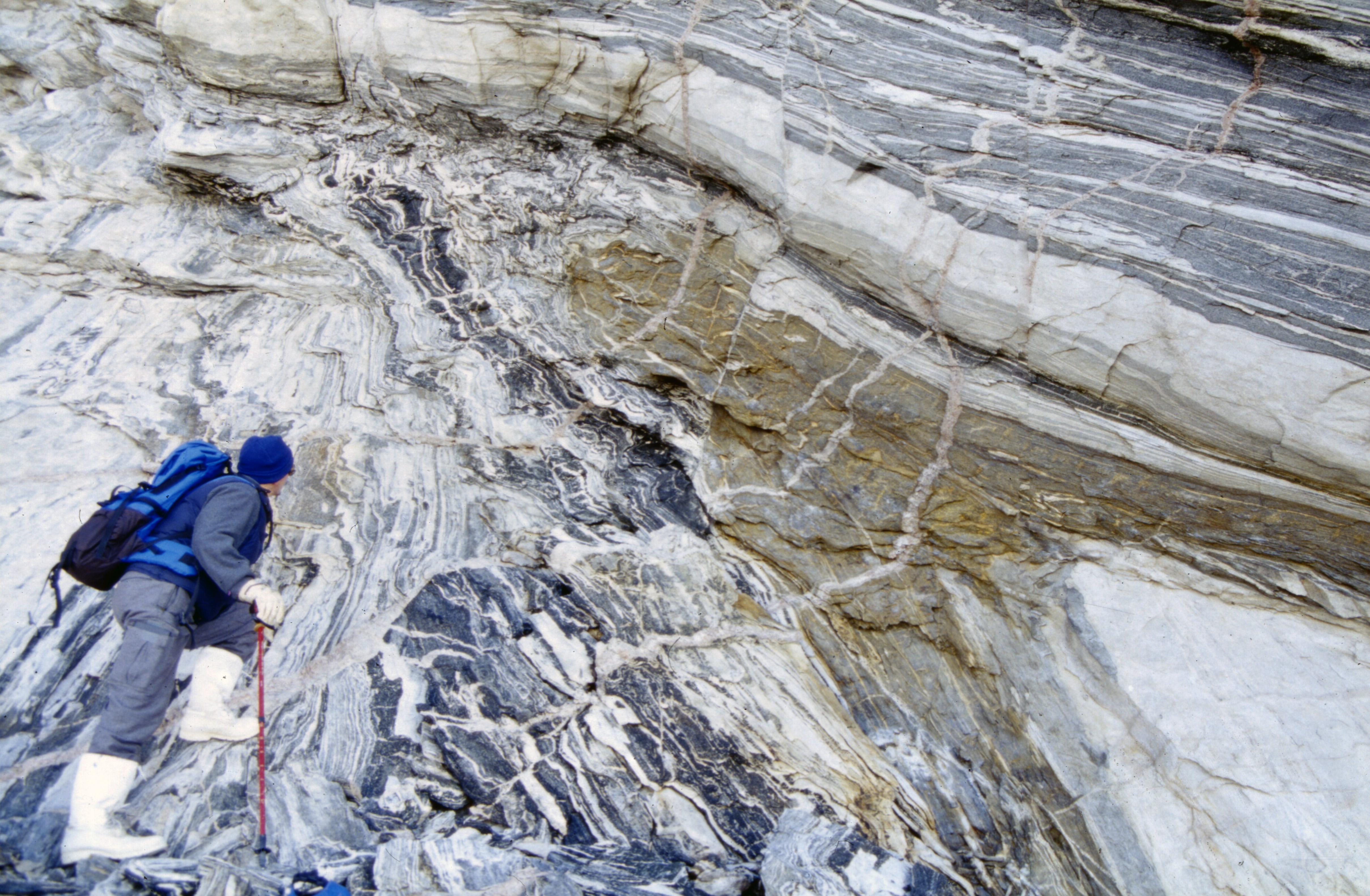
Gefaltete migmatitische Gneise bei Armlenet, Mayrkette

Eine weitere Deformation durchliefen die Gesteine bei der Kollision von West- und Ost-Gondwana vor rund 540 mya, wobei der heutige Faltenbau entstand. Am Nordrand des Gebirges drang gegen Ende der Gebirgsbildungsphase ein Syenit ein, der als markanter Felsturm hervorragt. Seit dem Ordovizium unterliegt das Gebirge der Abtragung. An einigen Stellen findet man oberjurassische Basaltgänge, die belegen, dass beim Auseinanderbrechen Gondwanas in dieser Region große Mengen von Lava gefördert wurden.

## Klima
Da bis zum Jahre 2005 keine durchgängig besetzte Station in der Mayrkette existierte, gibt es keine klimatischen Langzeitbeobachtungen. Soweit aus bisherigen Beobachtungen bekannt, liegen die Temperaturen ganzjährig unter dem Gefrierpunkt. Die höchsten Temperaturen werden im Januar mit −2 °C erreicht; in geschützten Bereichen sind bis +2,5 °C gemessen worden, was niederen Pflanzen das Wachstum erlaubt. Die Durchschnittstemperatur wurde aus Messungen in 15 m tiefen Schneeschächten abgeleitet und beträgt etwa −20 °C bis −23 °C auf 700–1100 m Meereshöhe am Nordrand des Gebirges.

## Fauna und Flora
Die Fauna der Mayrkette umfasst eine Art von Springschwänzen und drei Arten von Milben, sowie drei Vogelarten, die ihre sommerlichen Brutplätze im Gebirge haben. Die beiden offenen Kare mit ausgedehnter, stabiler Schutt- und Moränenbedeckung bieten den Vögeln geeignete Brutplätze. In der Umgebung dieser Brutplätze finden auch Kleinlebewesen, die sich von Vogelexkrementen und Nahrungsresten ernähren, einen geeigneten Lebensraum. Die beiden häufigsten Vogelarten sind der Antarktissturmvogel (Thalassoica antarctica) mit über 60.000 Exemplaren und der Schneesturmvogel (Pagodroma nivea) mit etwa 2.000 Exemplaren Mitte der 1980er Jahre, sowie die räuberische Südpolarskua (Catharacta maccormicki), von der etwa 100 Exemplare gezählt wurden.
Milben werden durch die Arten Eupodes angardi und Tydeus erebus vertreten, die in vielen Gebirgsregionen Dronning Maud Lands verbreitet sind und die 1997 neu beschriebene Art Maudheimia marshalli COETZEE, welche bisher nur in der Gjelsvikfjella und den unmittelbar westlichen und östlichen Nachbargebirgen nachgewiesen wurde.
Springschwänze werden durch die Art Cryptopygus sverdrupi vertreten, die im zentralen Dronning Maud Land vor allem in kleinen Moos- oder Algenkolonien auftritt.

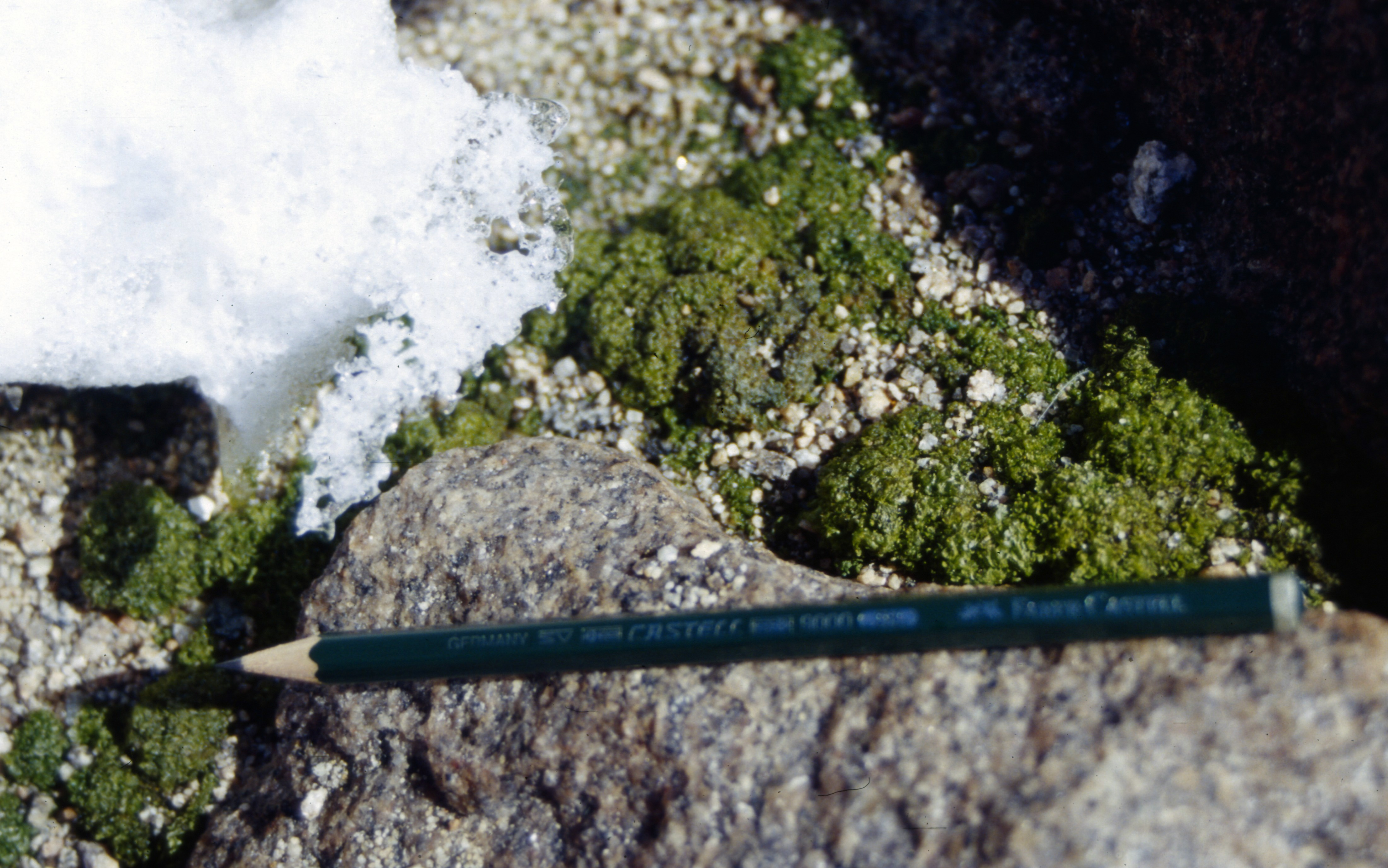
Kleine Polster von Prasiola crispa

Die Vegetation in der Mayrkette ist auf meist nordexponierte, stabile Geröllhänge und Felsoberflächen beschränkt, die Vorkommen liegen oft in der Nähe von Brutplätzen. Dort tritt die Grünalge Prasiola crispa in kleinen Matten von einigen Dezimetern Durchmesser auf. Weitere Gattungen in weniger nitratreicher Umgebung sind Nostoc, Ulothrix und Leproloma.
An zwei besonders geschützten Stellen auf den der Mayrkette nördlich vorgelagerten Nunataks kommen die Moose Grimmia lawiana und Sacroneurum glaciale vor.
Häufige Krustenflechten wie Rhizocarpon geographicum, Xanthoria elegans und Candelariella hattensis besiedeln die etwas stärker verwitterten Partien der Silikatgesteine. Daneben sind noch etwa ein Dutzend weiterer Flechtenarten bekannt, von denen Xanthoria candelaria und Physcia caesia auf die Umgebung von Brutplätzen beschränkt sind.

## Entdeckung und Erforschung
Am 29. Januar 1939 wurde die Mayrkette beim Bildflug IV der Deutschen Antarktischen Expedition 1938/39 entdeckt und mit Luftaufnahmen dokumentiert.
Da die meisten Luftbilder im Zweiten Weltkrieg verloren gingen, war wegen fehlender Passpunkte am Boden die kartographische Darstellung der Region mit Fehlern behaftet. Während der norwegischen Antarktisexpedition 1956–1960 wurde das Gebiet erneut photogrammetrisch aufgenommen und zur genaueren Orientierung auch Passpunkte eingemessen. Auf den seit 1959 herausgegebenen norwegischen Karten des Dronning Maud Landes, wurden für viele Objekte neue, norwegische Namen vergeben, da zu diesem Zeitpunkt eine genaue Lokalisierung der auf den deutschen Karten vergebenen Namen nicht mehr möglich war.
Die ersten geologischen Forschungsarbeiten fanden im Rahmen der 4. Sowjetischen Antarktisexpedition 1958–1960 statt. Die systematische Kartierung und Erforschung wurde ab 1989–1990 von norwegischen Expeditionen fortgesetzt, die hierzu die 1989 eröffnete Station Troll nutzten.